# Paranepanthia grandis
Paranepanthia grandis är en sjöstjärneart som först beskrevs av Hubert Lyman Clark 1928.  Paranepanthia grandis ingår i släktet Paranepanthia och familjen Asterinidae. Inga underarter finns listade i Catalogue of Life.